# Fort piechoty rdzenia 8 „Łobzów”
Fort 8 „Łobzów” – jeden z fortów Twierdzy Kraków. Zbudowany około 1910 r. na miejscu szańca FS 8 z 1854 r. Zniwelowany ok. 1921 r.
Posiadał fosę o stoku spłaszczonym, dwa schrony pogotowia na barkach fortu i parterowy blok koszarowy. Po zniwelowaniu obiektu w okresie międzywojennym pozostały tylko fragmenty wałów i schron pogotowia na prawym barku (zachowany do dziś).
Obecnie na terenie fortu, między ulicami Czyżewskiego i Radzikowskiego w Krakowie, znajdują się hurtownie materiałów budowlanych.